# 14e cérémonie des Oscars
La 14e cérémonie des Oscars du cinéma s'est déroulée le 26 février 1942 à l'Hôtel Biltmore à Los Angeles (Californie).

## Palmarès

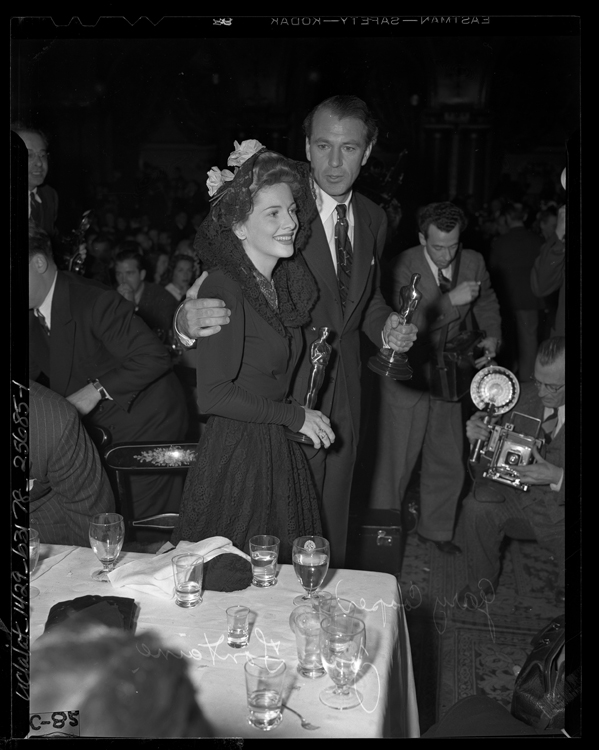
Gary Cooper et Joan Fontaine tenant leurs Oscars lors de la réception suivant la cérémonie.

### Meilleur film
- Qu'elle était verte ma vallée (How Green Was My Valley), produit par 20th Century Fox
  - Citizen Kane, produit par Mercury (en)
  - Le Défunt récalcitrant (Here Comes Mr. Jordan), produit par Columbia
  - Le Faucon maltais (The Maltese Falcon), produit par Warner Bros.
  - Au seuil du paradis (One Foot in Heaven), produit par Warner Bros.
  - Les Oubliés (Blossoms in the Dust), produit par Metro-Goldwyn-Mayer
  - Par la porte d'or (Hold Back the Dawn), produit par Paramount
  - Sergent York (Sergeant York), produit par Warner Bros.
  - Soupçons (Suspicion), produit par RKO Radio Pictures
  - La Vipère (The Little Foxes), produit par Samuel Goldwyn Productions

### Meilleur réalisateur
- John Ford pour Qu'elle était verte ma vallée (How Green Was My Valley)
  - Orson Welles pour Citizen Kane
  - Alexander Hall pour Le Défunt récalcitrant (Here Comes Mr. Jordan)
  - Howard Hawks pour Sergent York (Sergeant York)
  - William Wyler pour La Vipère (The Little Foxes)

### Meilleur acteur
- Gary Cooper pour le rôle d'Alvin C. York dans Sergent York (Sergeant York)
  - Walter Huston pour le rôle de Mr. Scratch dans Tous les biens de la terre (All That Money Can Buy)
  - Orson Welles pour le rôle de Charles Foster Kane dans Citizen Kane
  - Robert Montgomery pour le rôle de Joe Pendleton dans Le Défunt récalcitrant (Here Comes Mr. Jordan)
  - Cary Grant pour le rôle de Roger Adams dans La Chanson du passé (Penny Serenade)

### Meilleure actrice
- Joan Fontaine pour le rôle de Lina McLaidlaw dans Soupçons (Suspicion)
  - Bette Davis pour le rôle de Regina Hubbard Giddens dans La Vipère (The Little Foxes)
  - Greer Garson pour le rôle d'Edna Gladney dans Les Oubliés (Blossoms in the Dust)
  - Olivia de Havilland pour le rôle d'Emmy Brown dans Par la porte d'or (Hold Back the Dawn)
  - Barbara Stanwyck pour le rôle de Sugarpuss O'Shea dans Boule de feu (Ball of Fire)

### Meilleur acteur dans un second rôle
- Donald Crisp pour le rôle de M. Morgan dans Qu'elle était verte ma vallée (How Green Was My Valley)
  - James Gleason pour le rôle de Max Corkle dans Le Défunt récalcitrant (Here Comes Mr. Jordan)
  - Walter Brennan pour le rôle du pasteur Rosie Pile dans Sergent York (Sergeant York)
  - Charles Coburn pour le rôle de John P. Merrick dans Le Diable s'en mêle (The Devil and Miss Jones)
  - Sydney Greenstreet pour le rôle de Kasper Gutman dans Le Faucon maltais (The Maltese Falcon)

### Meilleure actrice dans un second rôle
- Mary Astor pour le rôle de Sandra Kovakdans Le Grand Mensonge (The Great Lie)
  - Sara Allgood pour le rôle de Mrs. Beth Morgan dans Qu'elle était verte ma vallée (How Green Was My Valley)
  - Margaret Wycherly pour le rôle de Mrs. York dans Sergent York (Sergeant York)
  - Patricia Collinge pour le rôle de Birdie Hubbard dans La Vipère (The Little Foxes)
  - Teresa Wright pour le rôle d'Alexandra Giddens dans La Vipère (The Little Foxes)

### Meilleur scénario original
- Herman J. Mankiewicz et Orson Welles pour Citizen Kane
  - Norman Krasna pour Le Diable s'en mêle (The Devil and Miss Jones)
  - Harry Chandlee, Abem Finkel, John Huston et Howard Koch pour Sergent York (Sergeant York)
  - Karl Tunberg et Darrell Ware pour Tall, Dark and Handsome
  - Paul Jarrico pour Ses trois amoureux (Tom, Dick and Harry)

### Meilleur scénario adapté
- Sidney Buchman et Seton I. Miller pour Le Défunt récalcitrant (Here Comes Mr. Jordan), d'après la pièce Heaven Can Wait de Harry Segall
  - Charles Brackett et Billy Wilder pour Par la porte d'or (Hold Back the Dawn), d'après une histoire de Ketti Frings (en)
  - Philip Dunne pour Qu'elle était verte ma vallée (How Green Was My Valley), d'après le roman How Green Was My Valley de Richard Llewellyn
  - Lillian Hellman pour La Vipère (The Little Foxes), d'après son roman The Little Foxes
  - John Huston pour Le Faucon maltais (The Maltese Falcon), d'après le roman Le Faucon de Malte de Dashiell Hammett

### Meilleure histoire originale
- Harry Segall pour Le Défunt récalcitrant (Here Comes Mr. Jordan)
  - Thomas Monroe et Billy Wilder pour Boule de feu (Ball of Fire)
  - Monckton Hoffe pour Un cœur pris au piège (The Lady Eve)
  - Richard Connell et Robert Presnell Sr pour L'Homme de la rue (Meet John Doe)
  - Gordon Wellesley Train de nuit pour Munich (Night Train to Munich)

### Meilleurs décors
Noir et blanc
- Qu’elle était verte ma vallée (How Green Was My Valley) - Direction artistique : Richard Day, Nathan Juran - Décors intérieurs : Thomas Little
  - Citizen Kane - Direction artistique : Perry Ferguson, Van Nest Polglase - Décors intérieurs : A. Roland Fields et Darrell Silvera
  - La Belle Ensorceleuse (The Flame of New Orleans) - Direction artistique : Martin Obzina (en), Jack Otterson (en) - Décors intérieurs : Russell A. Gausman
  - Par la porte d’or (Hold Back the Dawn) - Direction artistique : Hans Dreier, Robert Usher - Décors intérieurs : Samuel M. Comer
  - Le Crime d'Ellen Creed (Ladies in Retirement) - Direction artistique : Lionel Banks - Décors intérieurs : George Montgomery
  - La Vipère (The Little Foxes) - Direction artistique : Stephen Goosson - Décors intérieurs : Howard Bristol (en)
  - Sergent York - Direction artistique : John Hughes (en) - Décors intérieurs : Fred M. MacLean
  - Le Fils de Monte-Cristo (Son of Monte Cristo) - Direction artistique : John DuCasse Schulze (en) - Décors intérieurs : Edward G. Boyle
  - Crépuscule (Sundown) - Direction artistique : Alexander Golitzen - Décors intérieurs : Richard Irvine
  - Lady Hamilton (That Hamilton Woman) - Direction artistique : Vincent Korda - Décors intérieurs : Julia Heron
  - Duel de femmes (When Ladies Meet) - Direction artistique : Cedric Gibbons, Randall Duell - Décors intérieurs : Edwin B. Willis

Couleur
- Les Oubliés (Blossoms In the Dust) - Direction artistique : Cedric Gibbons, Urie McCleary - Décors intérieurs : Edwin B. Willis
  - Arènes sanglantes (Blood and Sand) – Direction artistique : Richard Day, Joseph C. Wright - Décors intérieurs : Thomas Little
  - L'Incorruptible Sénateur (Louisiana Purchase)- Direction artistique : Raoul Pène Du Bois - Décors intérieurs : Stephen A. Seymour (en)

### Meilleure photographie
Noir et blanc
- Arthur C. Miller pour Qu’elle était verte ma vallée (How Green Was My Valley)
  - Karl Freund pour Le Soldat de chocolat (The Chocolate Soldier)
  - Gregg Toland pour Citizen Kane
  - Joseph Ruttenberg pour Docteur Jekyll et M. Hyde (Dr. Jekyll and Mr. Hyde)
  - Joseph Walker pour Le Défunt récalcitrant (Here Comes Mr. Jordan)
  - Leo Tover pour Par la porte d'or (Hold Back the Dawn)
  - Sol Polito pour Sergent York (Sergeant York)
  - Edward Cronjager pour Tu seras mon mari (Sun Valley Serenade)
  - Charles Lang pour Crépuscule (Sundown)
  - Rudolph Maté pour Lady Hamilton (That Hamilton Woman)

Couleur
- Ernest Palmer, Ray Rennahan pour Arènes sanglantes (Blood and Sand)
  - Wilfred M. Cline, Karl Struss, William Snyder pour Aloma, princesse des îles (Aloma of the South Seas)
  - William V. Skall, Leonard Smith pour Billy the Kid le réfractaire (Billy the Kid)
  - Karl Freund, W. Howard Greene pour Les Oubliés (Blossoms In the Dust)
  - Bert Glennon pour Bombardiers en piqué (Dive Bomber)
  - Harry Hallenberger (en), Ray Rennahan pour L'Incorruptible Sénateur (Louisiana Purchase)

### Meilleur montage
- William Holmes pour Sergent York (Sergeant York)
  - Robert Wise pour Citizen Kane
  - Harold F. Kress pour Docteur Jekyll et M. Hyde (Dr Jekyll and Mr. Hyde)
  - James B. Clark pour Qu'elle était verte ma vallée (How Green Was My Valley)
  - Daniel Mandell pour La Vipère (The Little Foxes)

### Meilleur son
- Jack Whitney pour Lady Hamilton (That Hamilton Woman)
  - Bernard B. Brown pour Rendez-Vous d'amour (Appointment for Love)
  - Thomas T. Moulton Boule de feu (Ball of Fire)
  - Douglas Shearer pour Le Soldat de chocolat (The Chocolate Soldier)
  - John O. Aalberg (en) pour Citizen Kane
  - Charles L. Lootens (en) pour The Devil Pays Off
  - Edmund H. Hansen pour Qu'elle était verte ma vallée (How Green Was My Valley)
  - John P. Livadary pour La Rose blanche (The Men in Her Life)
  - Nathan Levinson pour Sergent York (Sergeant York)
  - Loren L. Ryder pour La Folle Alouette (Skylark)
  - Elmer Raguse (en) pour Le Retour de Topper (Topper Returns)

### Meilleure musique de film (film dramatique)
- Bernard Herrmann pour Tous les biens de la terre (All That Money Can Buy)
  - Frank Skinner pour Back Street
  - Alfred Newman pour Boule de feu (Ball of Fire)
  - Edward Ward pour Au revoir Mademoiselle Bishop (Cheers for Miss Bishop)
  - Bernard Herrmann pour Citizen Kane
  - Franz Waxman pour Docteur Jekyll et mister Hyde (Dr. Jekyll and Mr. Hyde)
  - Victor Young pour Par la porte d'or (Hold Back the Dawn)
  - Alfred Newman pour Qu'elle était verte ma vallée (How Green Was My Valley)
  - Edward J. Kay pour Le Roi des zombies (King of the Zombies)
  - Morris Stoloff et Ernst Toch pour Le Crime d'Ellen Creed (Ladies in Retirement)
  - Meredith Willson pour La Vipère (The Little Foxes)
  - Miklós Rózsa pour Lydia
  - Cy Feuer (en) et Walter Scharf pour Le Passé du docteur Sanderson (Mercy Island)
  - Max Steiner pour Sergent York (Sergeant York)
  - Louis Gruenberg pour Ainsi finit notre nuit (So Ends Our Night)
  - Miklós Rózsa pour Crépuscule (Sundown)
  - Franz Waxman pour Soupçons (Suspicion)
  - Edward Ward pour Tanks a Million
  - Werner Heymann pour Illusions perdues (That Uncertain Feeling)
  - Richard Hageman pour Révolte au large (This Woman Is Mine)

### Meilleure musique de film (film musical)
- Frank Churchill et Oliver Wallace pour Dumbo
  - Edward Ward pour All-American Co-Ed
  - Robert Emmett Dolan pour Cavalcade du rythme (Birth of the Blues)
  - Charles Previn pour Deux nigauds soldats (Buck Privates)
  - Herbert Stothart et Bronislau Kaper pour Le Soldat de chocolat (The Chocolate Soldier)
  - Cy Feuer (en) pour Ice-Capades
  - Heinz Roemheld pour Un dimanche après-midi (The Strawberry Blonde)
  - Emil Newman pour Tu seras mon mari (Sun Valley Serenade)
  - Anthony Collins pour Mardi gras (Sunny)
  - Morris Stoloff pour L'amour vient en dansant (You'll Never Get Rich)

### Meilleure chanson
- The Last Time I Saw Paris dans Lady Be Good – Musique : Jerome Kern ; paroles : Oscar Hammerstein II
  - Baby Mine dans Dumbo – Musique : Frank Churchill ; paroles : Ned Washington
  - Be Honest With Me dans Ridin' on a Rainbow – Paroles et musique : Gene Autry et Fred Rose
  - Blues in the Night dans Blues in the Night – Musique : Harold Arlen ; paroles : Johnny Mercer
  - Boogie Woogie Bugle Boy of Company B dans Deux nigauds soldats (Buck Privates) – Musique : Hugh Prince ; paroles : Don Raye
  - Chattanooga Choo Choo dans Tu seras mon mari (Sun Valley Serenade) – Musique : Harry Warren ; paroles : Mack Gordon (en)
  - Dolores dans Las Vegas Nights – Musique : Louis Alter (en) ; paroles : Frank Loesser
  - Out of the Silence dans Le Collège en folie (All-American Co-Ed) – Paroles et musique : Lloyd B. Norlind
  - Since I Kissed My Baby Goodbye dans L'amour vient en dansant (You'll Never Get Rich) – Paroles et musique : Cole Porter

### Meilleur film documentaire
- La Forteresse de Churchill (Churchill's Island) réalisé par Stuart Legg
  - Adventure in the Bronx - Film Associates
  - Bomber - United States Office for Emergency Management (en) Film Unit
  - Christmas under Fire - Ministère de l'Information (Royaume-Uni)
  - Letter from Home - Ministère de l'Information (Royaume-Uni)
  - Life of a Thoroughbred - Truman Talley (Producteur)
  - Norway in Revolt - The March of Time (en)
  - A Place to Live - Philadelphia Housing Association
  - Russian Soil - Amkino
  - Soldiers of the Sky - Truman Talley (Producteur)
  - War Clouds in the Pacific - Office national du film du Canada

### Meilleurs effets spéciaux
- L'Escadrille des jeunes (I Wanted Wings) – Photographie : Farciot Edouart et Gordon Jennings - Son : Louis Mesenkop
  - Un Yankee dans la RAF (Yank in the R.A.F.) – Photographie : Fred Sersen (en) - Son : Edmund H. Hansen
  - Aloma, princesse des îles (Aloma of the South Seas) – Photographie : Farciot Edouart et Gordon Jennings - Son : Louis Mesenkopp
  - L'Appel des ailes (Flight Command) – Photographie : A. Arnold Gillespie (en) - Son : Douglas Shearer
  - La Femme invisible (The Invisible Woman) – Photographie : John P. Fulton - Son : John D. Hall (en)
  - Lady Hamilton (That Hamilton Woman) – Photographie : Lawrence W. Butler - Son : William H. Wilmarth (en)
  - Le Vaisseau fantôme (The Sea Wolf) – Photographie : Byron Haskin - Son : Nathan Levinson
  - Le Retour de Topper (Topper Returns) – Photographie : Roy Seawright (en) - Son : Elmer Raguse (en)

### Meilleur court métrage en prises de vues réelles
Une bobine
- Of Pups and Puzzles, produit par Metro-Goldwyn-Mayer
  - Army Champions – Metro-Goldwyn-Mayer
  - Beauty and the Beach – Paramount Pictures
  - Down on the Farm – Paramount Pictures
  - Forty Boys and a Song – Warner Bros.
  - Kings of the Turf – Warner Bros.
  - Sagebrush and Silver – 20th Century Fox

Deux bobines
- Main Street on the March!, produit par Metro-Goldwyn-Mayer
  - Alive in the Deep - Woodard Productions
  - Forbidden Passage - MGM
  - The Gay Parisian - Warner Bros.
  - The Tanks are Coming - Warner Bros.

### Meilleur court métrage d'animation
- Walt Disney Pictures pour Tends la patte (Lend a Paw), série Mickey Mouse, réalisé par Clyde Geronimi
  - Walter Lantz pour Boogie Woogie Bugle Boy of Company B, réalisé par Walter Lantz
  - Leon Schlesinger pour Hiawatha's Rabbit Hunt, réalisé par Friz Freleng
  - Columbia Pictures pour How War Came (série Raymond Gram Swing), réalisé par Paul Fennell.
  - Fred Quimby (MGM) pour The Night Before Christmas (série  Tom and Jerry), réalisé par Joseph Barbera et William Hanna, animé par Pete Burness, Kenneth Muse et Jack Zander
  - Leon Schlesinger pour Rhapsodie en marteau piqueur, réalisé par Friz Freleng
  - Fred Quimby (MGM) pour Une bonne recrue, réalisé par Rudolf Ising
  - George Pal (Paramount Pictures) pour Rhythm in the Ranks (de) (série George Pal Puppetoon), réalisé par George Pal
  - Max Fleischer pour Superman, réalisé par Dave Fleischer
  - Walt Disney Pictures pour Donald garde-champêtre, série Donald Duck, réalisé par Jack King

## Oscars d'honneur
- Rey Scott pour la réalisation de Kukan (en), et notamment les prises de vues avec une caméra 16mm dans des conditions très difficiles et dangereuses.
- Ministère de l'Information britannique pour sa présentation dramatique des héros de la RAF dans le documentaire Target for Tonight (en).
- Leopold Stokowski et ses associés pour la création musicale lors du film Fantasia.
- Walt Disney, William Garity, John N. A. Hawkins et RCA pour leur extraordinaire contribution à l'amélioration de l'utilisation du son dans le cinéma, à l'occasion de la production de Fantasia.

## Statistiques

### Récompenses multiples
- 5 Oscars : Qu’elle était verte ma vallée
- 2 Oscars : Le Défunt récalcitrant, Sergent York, Fantasia

### Nominations multiples
- 11 nominations : Sergent York
- 10 nominations : Qu’elle était verte ma vallée
- 9 nominations : Citizen Kane, La Vipère
- 7 nominations : Le Défunt récalcitrant
- 6 nominations : Par la porte d'or
- 4 nominations : Boule de feu, Les Oubliés, Lady Hamilton
- 3 nominations : Le Soldat de chocolat, Docteur Jekyll et M. Hyde, Le Faucon maltais, Tu seras mon mari, Crépuscule, Soupçons
- 2 nominations: Le Collège en folie, Tous les biens de la terre, Aloma, princesse des îles, Arènes sanglantes, Deux nigauds soldats, Le Diable s'en mêle, Bombardiers en piqué, Dumbo, Le Crime d'Ellen Creed, L'Incorruptible Sénateur, Le Retour de Topper, L'amour vient en dansant